# Bruzolo
Bruzolo is een gemeente in de Italiaanse provincie Turijn (regio Piëmont) en telt 1397 inwoners (31-12-2004). De oppervlakte bedraagt 12,3 km², de bevolkingsdichtheid is 114 inwoners per km².
De volgende frazioni maken deel uit van de gemeente: Bruzolo Stazione, Fabbrica, Grisoglio, Piai.

## Demografie
Bruzolo telt ongeveer 581 huishoudens. Het aantal inwoners steeg in de periode 1991-2001 met 1,1% volgens cijfers uit de tienjaarlijkse volkstellingen van ISTAT.
| Jaar | Inwoneraantal |
| ---- | ------------- |
| 1991 | 1323          |
| 2001 | 1337          |

## Geografie
Bruzolo grenst aan de volgende gemeenten: Usseglio, Condove, Chianocco, San Didero, San Giorio di Susa.

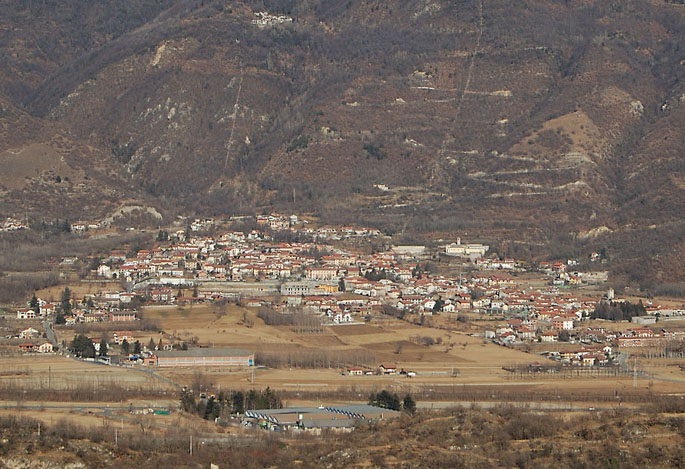
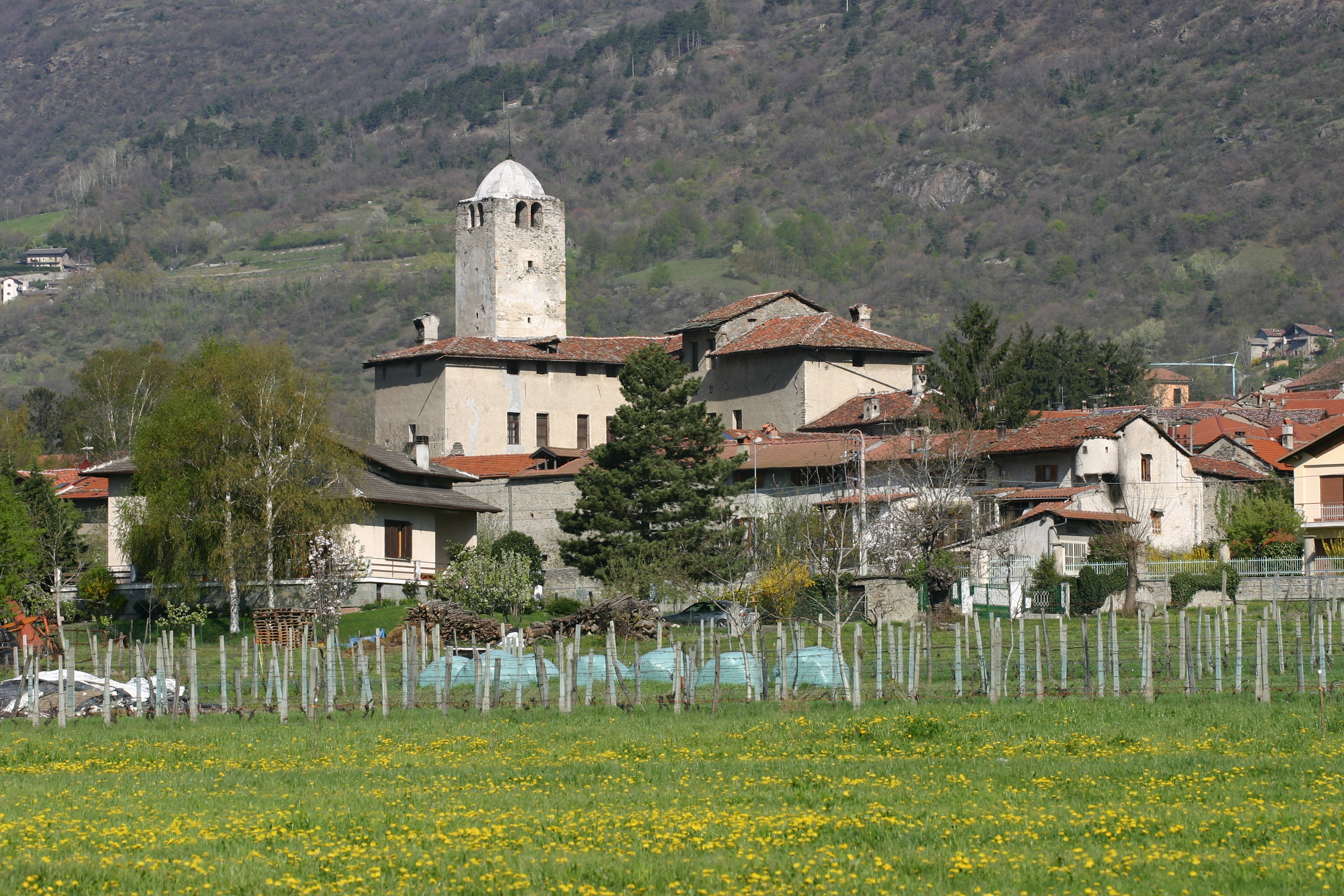
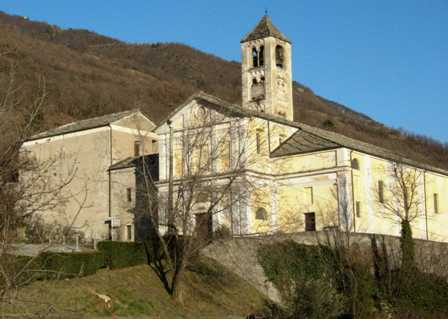
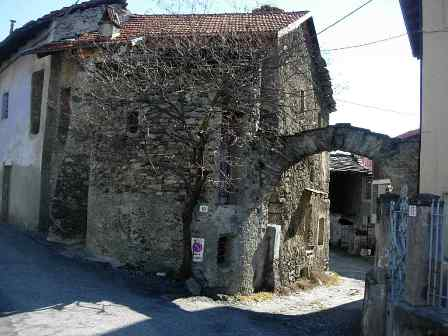
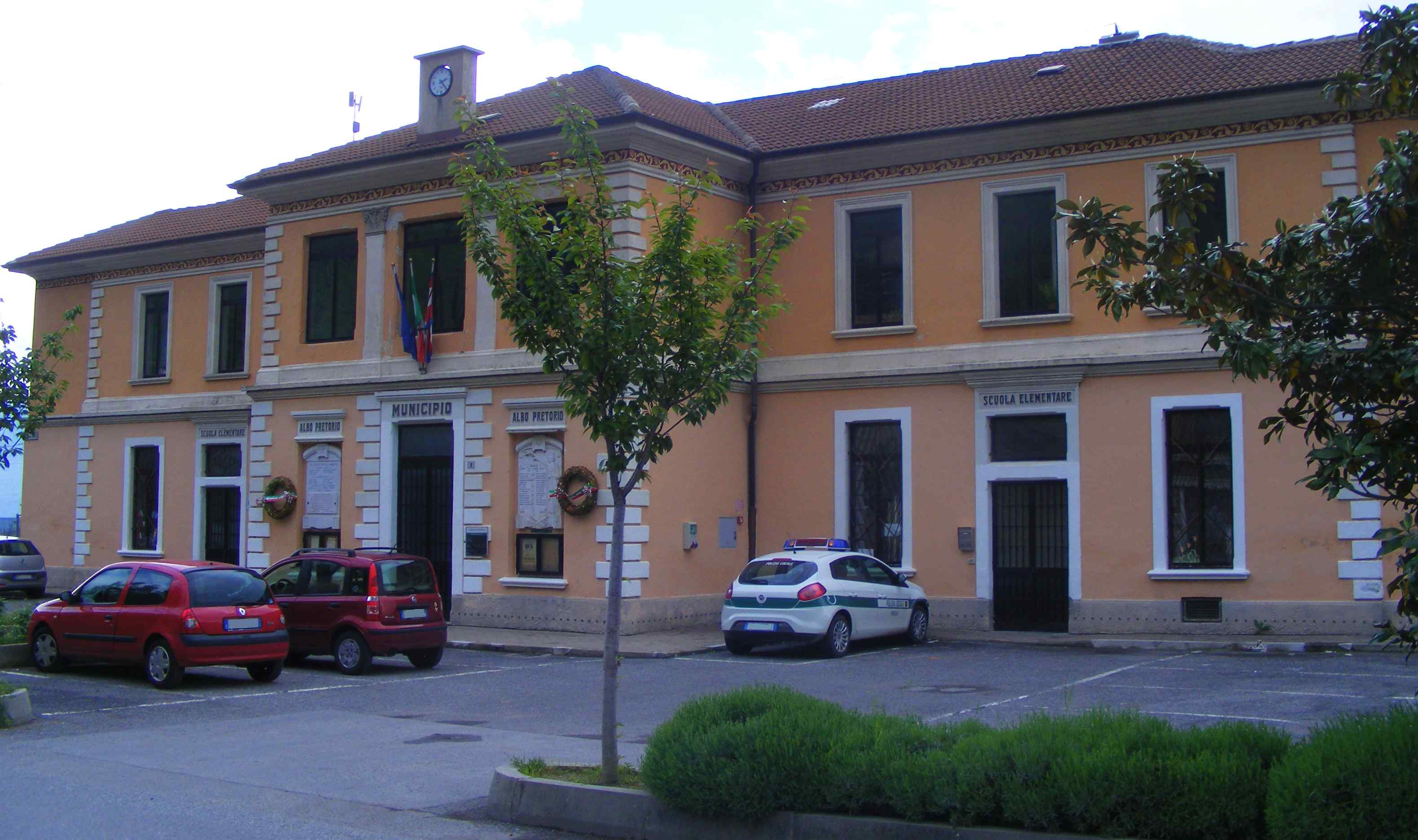

1. ↑  https://demo.istat.it/?l=it.